# خوان بيلمونت
خوان بيلمونت (بالإسبانية: Juan Belmonte)‏ هو ماتادور إسباني، ولد في 14 أبريل 1892 في إشبيلية في إسبانيا، وتوفي في 8 أبريل 1962 في أوتررا في إسبانيا بسبب إصابة بعيار ناري.

## وصلات خارجية
- خوان بيلمونت على موقع IMDb (الإنجليزية)
- خوان بيلمونت على موقع الموسوعة البريطانية (الإنجليزية)